# Габоронская и Ботсванская епархия
Ботсва́нская митропо́лия (греч. Ιερά Μητρόπολη Μποτσουάνας) — епархия Александрийской Православной Церкви на территории Ботсваны с кафедрой в городе Габороне.

## История
Епархия с кафедрой в Габороне была образована 7 октября 2010 года на основании патриаршего и синодального томоса, будучи выделенной из Зимбабвийской митрополии. Как отмечал епископ Ботсванский Геннадий (Стандзиос), «в официальных документах епархии не указывается „Greek Orthodox“, но Православная епархия Ботсваны, потому что тогда никто не будет исключен: ни сербы, ни русские».
В июле 2011 года Православная церковь в Ботсване была официально признана правительством.
В 2011 года епархия подписала Соглашение о сотрудничестве в области медицинских программ с другими церквями (Римо-Католической, Англиканской и с муфтием страны). В основном, это касается больницы «Принцесса Марина», в которой лечатся дети, страдающие от ВИЧ и онкологических заболеваний.
В марте 2012 года епархия открыла частную греко-английскую школу.
1 июня 2012 года патриарх Александрийский Феодор II, посетивший Ботсвану, заложил новую православную церковь в районе Пакалани в столице Ботсваны Габороне, которая будет посвящена свт. Иоанну Златоусту, мч. Христофору и св. Архангелу Михаилу.
17 ноября 2016 года решением Священного Синода Ботсванская епископия возведена в ранг митрополии.

## Титул
- Ботсванская епископия (7 октября 2010 — 17 ноября 2016)
- Ботсванская митрополия (с 17 ноября 2016)

## Архиереи
- Геннадий (Стандзиос) (7 октября 2010 — 23 ноября 2013)
- Василий (Варвелис) (30 ноября 2014 — 17 ноября 2016)
- Геннадий (Стандзиос) (с 17 ноября 2016)